# Анархісти проти стіни
Анархісти проти стіни (АПС) ( івр. אנרכיסטים נגד גדרות, досл. ««анархісти проти паркану»») — ізраїльська молодіжна анархістська група прямої дії, що виступає проти будівництва Роздільного бар'єру на Західному березі річки Йордан. Заснована у 2003 році  Група спільно з палестинцями проводить численні демонстрації як проти будівництва Роздільного бар'єру, так і проти ізраїльської окупації загалом.

## Історія
Група була утворена 2003 року ізраїльськими анархістами, вже залученими до різної діяльності на окупованих територіях. Спочатку АПС разом з іншими організаціями заснувала наметове містечко протесту на сільськогосподарських землях палестинського села Мааша (Ma'sha), понад 90 % земель якого мали відсікати розділювальною стіною і залишитися на «ізраїльській стороні». Пізніше група намагалася чинити опір руйнуванню призначеного для знищення палестинського будинку, розташованого в цьому селі. Після двох днів протесту та спроб перегородити шлях бульдозерам, будинок було зруйновано, а активістів заарештовано.
Надалі АПС брали участь у щоденних демонстраціях протесту, організованих жителями села Будрус проти відсікання частини їх землі роздільним бар'єром. Шляхом протестів жителям села майже повністю вдалося відстояти свою землю, і схожі демонстрації почали організовувати й інші палестинські села. Певний час у 2007 центром дії групи було село Наалін на північний захід від Рамали, де значна частина сільськогосподарської землі конфіскується Ізраїлем для будівництва бар'єру та поселень.

## Постраждалі

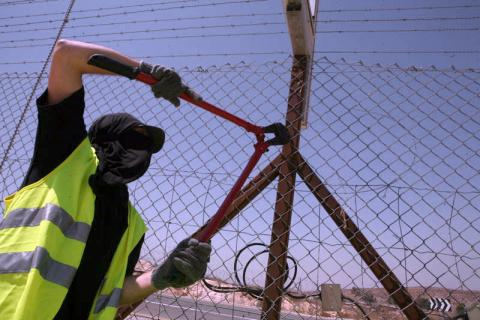
Активіст АПС намагається розрізати Роздільний бар'єр

26 грудня 2003 року під час демонстрації АПС поряд з селом Мааша, вогнем ізраїльської армії був серйозно поранений Гіль Нааматі, коли він намагався розрізати паркан вкритий колючим дротом.
12 березня 2004 року в ході демонстрації проти роздільного бар'єру в районі села Харабата, Ітай Левінскі був поранений в око гумовою кулею.
3 квітня 2005 року Йонотан Поллак під час демонстрації в селі Білін був поранений у голову капсулою від гранати зі сльозогінним газом.
У лютому 2006 року серйозне поранення у око гумовою кулею отримав 17-річний учасник руху Матан Кохен. У лікарні він сказав кореспондентові: «Я відчуваю, що кров лівих активістів та палестинців дешева» і, що, незважаючи на прохання не стріляти, по ньому та іншим учасникам демонстрації відкрили вогонь, цілячись у голову.
11 серпня 2006 року в ході демонстрації ізраїльським прикордонним поліцейським було серйозно поранено Лімора Гольдштейна. Куля з гумовим покриттям потрапила йому в голову, роздробила череп і проникла в мозок, в результаті він отримав серйозні ушкодження.
За даними прес-служби Армії Оборони Ізраїлю, з початку 2008 по 19 лютого 2010 року в районі Більїна та Нааліна було поранено «понад 110 співробітників силових відомств, а загальні збитки від заворушень становили близько 400 тисяч шекелів».

## Кримінальне переслідування
У ході діяльності групи, згідно з її даними, проти її членів було висунуто прокуратурою 129 кримінальних звинувачень. У 15 випадках обвинувачених було засуджено, 29 випадків закінчилося судовими угодами, у 10 випадках обвинувачених було виправдано. 9 звинувачень були відкликані прокуратурою, а 66 перебувають у процесі розгляду (станом на 2007).

## Фінансування
Згідно із заявою групи, вона не отримує пожертв від держав, урядів чи асоціацій, але приймає пожертвування від приватних осіб. Група витрачає пожертвування переважно на юридичний захист своїх членів у судах, витрати на яку перевищили 60 000 доларів.
Відповідно до Д. Бедіну, в 2004 році група частково отримувала фінансову підтримку від арабо-єврейської організації «Таайуш», у свою чергу, «фінансованої лівими організаціями з Данії».